# جاش زاکرمن
جاش زاکرمن (انگلیسی: Josh Zuckerman؛ زادهٔ ۱ آوریل ۱۹۸۵) یک هنرپیشه اهل ایالات متحده آمریکا است. وی از سال ۱۹۹۹ میلادی تاکنون مشغول فعالیت بوده‌است.

## فیلم‌ها
- آستین پاورز: در عضو طلایی
- نجات کریسمس
- جشن
- شیرها برای بره‌ها
- سکس درایو
- کایل ایکس‌وای
- کدبانوهای وامانده
- ۹۰۲۱۰
- مادر قابل توجه
- اوپنهایمر (۲۰۲۳)